# 都市と都市
『都市と都市』（としととし、英語：The City & the City）は、隣り合って存在するが、各都市の住民は他方の都市への立ち入りや、そちらを認知することを禁じられている2つの都市で行われる広範な殺人捜査を怪奇フィクションと警察小説を組み合わせて描いているイギリスの作家チャイナ・ミエヴィルによる小説。本作は後者のファンである、ミエヴィルの末期の病床にいた母親への贈り物として書かれた。本作は2009年5月15日にマクミランから出版され、日本では日暮雅通の翻訳で早川書房から2011年12月20日に出版された。
本作は2009年にローカス賞 ファンタジイ長編部門、アーサー・C・クラーク賞、世界幻想文学大賞、英国SF協会賞、キッチーズ賞の赤い触手、2010年のヒューゴー賞 長編小説部門を受賞し、ネビュラ賞およびジョン・W・キャンベル記念賞にノミネートされた。
全4話からなるテレビドラマがBBCによって製作され、2018年に放映された。

## あらすじ
架空の東欧の都市国家べジェルの過激犯罪課のティアドール・ボルル警部補は、べジェルの路上で顔を傷つけられた死体として発見された外国人学生マハリア・ギアリーの殺人事件を捜査する。ボルルはほどなくギアリーがベジェルと「双子都市」のウル・コーマとの間の政治的および文化的な混乱に関わっていることを見出す。自分の側の都市、べジェルで始まった捜査は、ボルルをウル・コーマ警察の捜査の支援に導き、やがて、ベジェルとウル・コーマの間にあると噂される第3の都市、オルシニーを調べることになる。

## 設定
『都市と都市』は架空の東欧の双子都市国家であるべジェルとウル・コーマを舞台にしている。
正確な場所は描写されていないが、べジェルは「海岸の海賊から隠れるために川を数キロメートル遡上した港」から「川の蛇行」に沿って発展したと記されていることから海に近いことがわかる。小説中の他の言及は曖昧なままだが、都市はハンガリーの東、トルコの北にあり、ヴァルナとブカレストから車で行ける距離であることを示しており、黒海に近いバルカン半島にあることを示唆している。
2つの都市は実際にはほとんど同じ地理的な空間を占めているが、市民たちの意思（および＜ブリーチ＞と呼ばれる脅威）によって、異なる2つの都市として認識されている。一方の都市の住人は、もう一方の都市の住人や建物、起こる出来事を、たとえそれが1インチ先だったとしても絶対に「見ない（アンシー）」ように（つまり、意識的に心から消し去るか、背景にぼけるように）しなければならない。この分離は、服装や建築のスタイル、歩き方や各都市の住人の一般的な態度によって強調されている。都市の住人は幼少期から実際には見ていなくても他方の都市に属するものを認識することを学んでいる。分離を無視することは＜ブリーチ＞行為と呼ばれ、それが事故であっても2つの都市の市民にとっては殺人よりも酷い犯罪である。この奇妙な状況の期限は不明であり、過去の記録されたヨーロッパの歴史以前に始まった可能性がある。2つの都市の住人は異なるアルファベットを用いる異なる言語を話している。べジェル語はキリル文字に似たギリシャ由来のアルファベットで書かれており、一方、ウル・コーマの言語であるイリット語はラテン文字で書かれている。しかしながら、ベスジとイリタンは共通のルーツを持っており、一定の相互理解可能性がある。2つの都市は異なる宗教を持っており、べジェルの国教はベスジ正教会であり、ユダヤ教とムスリムの小さなコミュニティがある。ウル・コーマは公式には世俗的だが、神聖なる光の寺院以外の宗教は差別に直面している。
双子都市は＜クロスハッチ＞、＜あちら側＞、＜完全＞の各エリアで構成されている。＜完全＞地区は観察者が現在滞在している都市全体に属している。＜あちら側＞地区は他方の都市に完全に属しており、したがって完全に避け、無視する必要がある。これらの間の地区が＜クロスハッチ＞である。それは通り、公園、あるいは広場かもしれず、一方の都市の住人が他方の住人と隣り合って歩くが「見ない」状態である。両方の都市に共通して存在する領域は、通常はそれぞれ異なる名称で呼ばれている。またコピュラ・ホールという建物があり、これは両方の都市で同じ名称で存在する「非常に少数」の建物の一つである。これはクロスハッチではなくて、基本的に国境の機能を果たしている。これが唯一の通路であり、合法的に一方の都市から他方の年に移動できる経路である。国境を通過することで旅行者は、地理的に（または「総体局所的」）に出発点と正確に同じ場所に到着するが、異なる都市に居ることになる。
物理的な観点からは建築、車両、服装の僅かな違いを除けば両方の都市を区別するものはほとんどなく、市民や訪問者はこの違いを認識するために訓練されている。この分離について知らない人々は、自然に両方の都市を同一とみなす可能性がある。そのため、この分離を維持するためにはさらなる権力が必要であり、この組織はブリーチとして知られている。＜ブリーチ＞（ここでは2つの都市の間の障壁を「突破」するという意味で使われている）が発生するとブリーチが対処に当たる。ブリーチ組織のメンバーは、その力を用いて違反者を捕らえ、未知の罰を与える。＜ブリーチャー＞と呼ばれる者は姿を消し、二度と現れることはない。ただし、子供と観光客は寛大に扱われ、子供は小さな違反であれば見逃されることもある。もしも観光客がブリーチした場合には、ひとまとめにされて両方の都市から永久追放される。
ほとんどの＜ブリーチ＞行為はブリーチ組織によって即座に対処されるが、その監視能力は絶対的なものではない。場合によって、都市間の密輸品の輸送のための＜ブリーチ＞行為を伴う密輸事件など、明らかに違反事例と思われる犯罪を捜査するために特別にブリーチ組織を発動する必要が発生する。ブリーチを呼び出すためには、警察は両都市から21人ずつの委員が参加する、合計42人の委員で構成される監視委員会に証拠を提示する必要がある。提示された証拠に十分な説得力がある場合、委員会は残る疑念を解決するのに適切と思われる他の調査を実施する。もしもその調査結果が満足の行くものであり、＜ブリーチ＞行為が行われたと判断される場合にのみ、委員会はブリーチを呼び出す。ブリーチを呼び出すことは、それが異質な権力であり、ベジェルとウル・コーマの主権を危険に晒すことになると考える人々もいることから最終手段とされている。

## 評価
ガーディアン紙の書評で、マイクル・ムアコックは本書を以下のように結論づけている：
| 「 | これまでの小説と同様に、著者は自分が愛し、決して拒否しなかったジャンルを称賛し、強化している。多くのレベルで、この小説は彼の賞賛に値する誠実さの証拠である。スキルの低い作家の手からすぐに滑り落ちてしまうようなアイデアをしっかりと掴み続けながら、ミエヴィルは再び、自分が独創的であると同時に知性を備えていることを証明した。 | 」 |

アンドリュー・マッキーはスペクテイター誌の書評で、次のように示唆した：
| 「 | この本の幻覚的な側面はボルヘス、あるいはおそらくアラン・ロブ＝グリエによる警察小説の破壊である『消しゴム』によるところが大きい。最も印象的なのは、すべての都市居住者は、ホームレス、政治構造、商業世界、あるいは「観光客のため」のものなど、自分たちが住んでいる都市の現実の側面を無視して共謀しているというミエヴィルの根底にある指摘が、決して説明されすぎていないことである。 これは、『ペルディード・ストリート・ステーション』以来、ミエヴィルの最も完成度の高い小説である。彼の他の本から遠く離れた人たちにも、この本は一読に値する。無造作で口語的な意味でも素晴らしい。 | 」 |

## 受賞
Tor.comを『都市と都市』を「歴史上最も受賞した本」と表現した（『叛逆航路』以前のスペキュレイティブ・フィクションの歴史において）。本作はパオロ・バチガルピの『ねじまき少女』とともに2010年のヒューゴー賞 長編小説部門を受賞した。
| 年   | 賞                          | 結果       | 脚注  |
| ---- | --------------------------- | ---------- | ----- |
| 2010 | アーサー・C・クラーク賞     | 受賞       | [ 7 ] |
| 2010 | 英国SF協会賞                | 受賞       | [ 7 ] |
| 2010 | ヒューゴー賞                | 受賞       | [ 7 ] |
| 2010 | ジョン・W・キャンベル記念賞 | ノミネート | [ 8 ] |
| 2010 | キッチーズ賞                | 受賞       | [ 8 ] |
| 2010 | ローカス賞                  | 受賞       | [ 9 ] |
| 2010 | ネビュラ賞                  | ノミネート | [ 8 ] |
| 2010 | 世界幻想文学大賞            | 受賞       | [ 7 ] |
| 2011 | クルト・ラスヴィッツ賞      | 受賞       | [ 8 ] |
| 2012 | Grand Prix de l'Imaginaire  | 受賞       | [ 8 ] |
| 2013 | イグノートゥス賞            | 受賞       | [ 8 ] |

## 舞台とテレビ
『都市と都市』はクリストファー・M・ウォルシュによって舞台化された。
ショーは2013年2月にシカゴのライフライン・シアターで上演された。この劇はジェフのおすすめとなった。
2018年4月に、BBC Twoはティアドール・ボルル警部補をデビッド・モリシーが演じるトニー・グリソーニによるテレビドラマを放送した。制作会社はマンモス・スクリーンだった。このシリーズは60分のエピソード4話で構成された。